# System filarowo-skarpowy
System filarowo-skarpowy – rozwiązanie konstrukcji przyporowej z pominięciem łuków przyporowych prowadzonych nad dachami naw bocznych. Sklepienia nawy głównej podparte są skarpami wyprowadzonymi ponad dachy naw bocznych przy ścianach nawy głównej. Skarpy scalone z filarami znacznie poszerzają ich przekrój w kierunku naw bocznych i wspólnie schodzą aż do fundamentów. Tylko w nielicznych przypadkach dodawano łęki oporowe, które umieszczano pod dachami naw bocznych.
Jest to rozwiązanie charakterystyczne dla sakralnej architektury gotyckiej szkoły krakowskiej z XIV wieku.